# Jack Layton
John Gilbert "Jack" Layton (ur. 18 lipca 1950, zm. 22 sierpnia 2011) – polityk kanadyjski, przywódca Nowej Demokratycznej Partii Kanady (od 25 stycznia 2003 do 22 sierpnia 2011). W wyborach roku 2004 zdobył mandat poselski w parlamencie Kanady reprezentując okręg Toronto—Danforth, wybrany ponownie w wyborach w 2006, 2008 i 2011.
Pod jego przywództwem partia NDP zdobyła 15.7% głosów w wyborach w 2004, 17.48% w wyborach w 2006, 18,18% w 2008 i 30,68% w wyborach w 2011 polepszając swój wynik z poprzednich wyborów w 2000 gdy zdobyła 8.51% głosów. Był liderem opozycji.